# Madagaskarwitoogeend
De madagaskarwitoogeend (Aythya innotata) is een vogel uit de familie Anatidae. De wetenschappelijke naam van de soort werd gepubliceerd in 1894 door Salvadori. De soort is endemisch op Madagaskar.

## Beschrijving
De madagaskarwitoogeend is een duikeend die 46 cm lang is. Het is de enige duikeend in deze regio. Het verschil met andere eenden is de witte iris van het mannetje, de witte vlakken op de vleugels en de lange aanloop die de eenden over het water maken voor zij opvliegen. Het mannetje is in het broedkleed van boven donkerbruin en van onder wit. De kop en de hals zijn zwartbruin en een zwakke metaalachtige glans. De borst is donker roodbruin en de flanken zijn grijsbruin. Het vrouwtje, onvolwassen eenden en mannetjes buiten de broedtijd zijn kleurig. Vrouwtjes en jonge vogels missen de witte iris. De snavel is altijd loodgrijs met zwart aan het einde.

## Voorkomen
Tot in de jaren 1930 kwam de madagaskarwitoogeend voor op het Alaotrameer in het hoogland in het noorden van Madagaskar. Het was een eend van ondiepe meertjes en moerasgebieden met dichte vegetaties in de buurt. Het aantal nam in de loop van de jaren 1940 en 1950 dramatisch af.

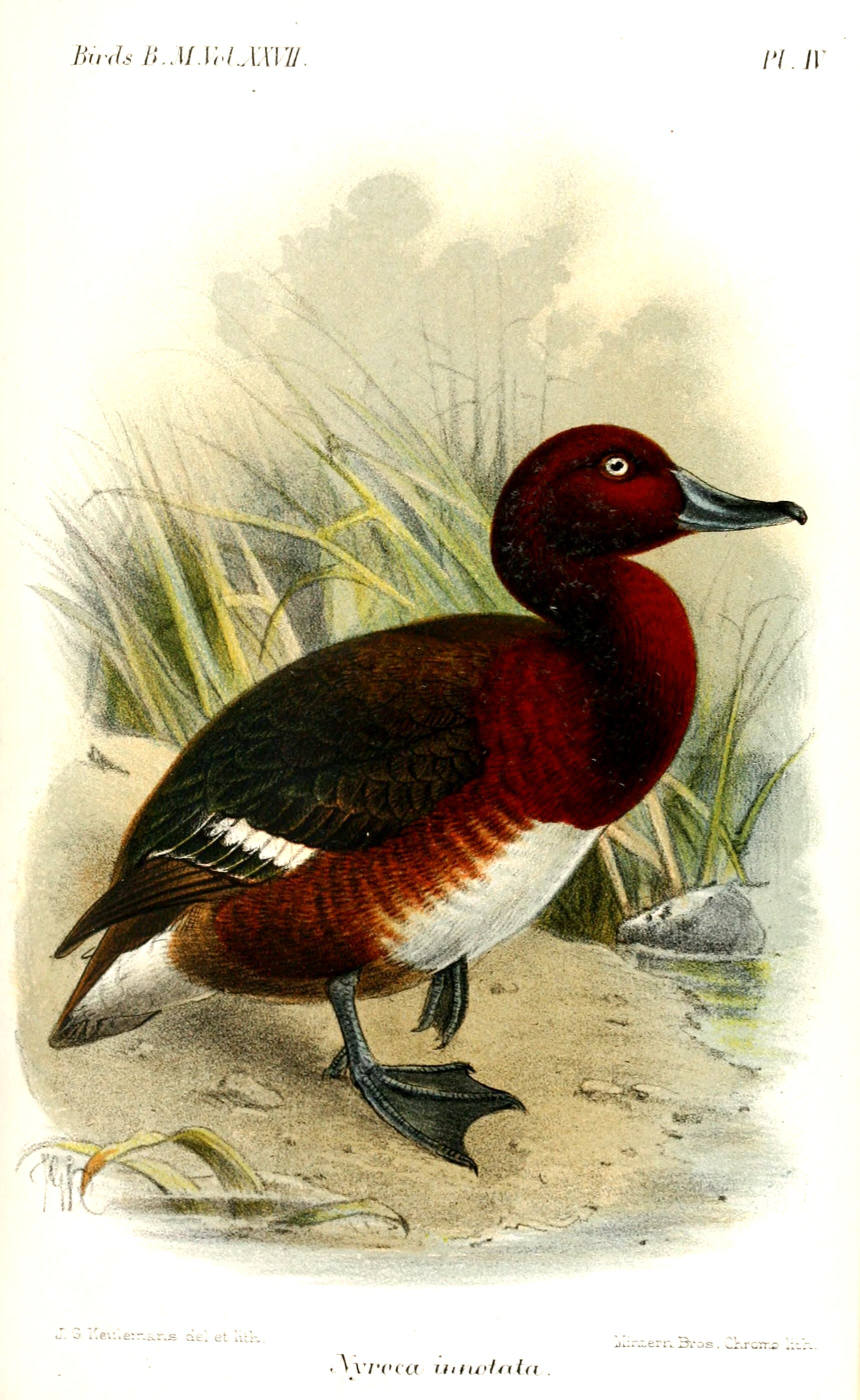
Illustratie van de madagaskarwitoogeend uit de Catalogue of the Birds in the British Museum gemaakt door John Gerrard Keulemans in 1895.

## Beschermingsstatus
De madagaskarwitoogeend werd een uiterst zeldzame soort. Op 9 juni 1960 werd nog een groepje van ongeveer twintig eenden gezien. Het was toen al een zeldzame vogel; toch werd één mannetje geschoten en dit exemplaar kwam terecht in de collectie van het Zoölogisch Museum Amsterdam.
Daarna waren er tot 1991 geen betrouwbare observaties. In 1991 werd een goed gedocumenteerde waarneming gedaan in een meer op de centrale hoogvlakte van Madagaskar. Intensieve zoektochten in de jaren 1990 en in 2000-2001 leverden geen nieuwe waarnemingen op, zodat men vermoedde dat de soort was uitgestorven. In 1994 werd de madagaskarwitoogeend als ernstig bedreigd vermeld op de Rode Lijst van de IUCN.
In november 2006 werd in een afgelegen gebied in het noorden van Madagaskar in het Matsaborimenameer een groepje van negen volwassen madagaskarwitoogeenden en vier onvolwassen dieren waargenomen.
In 2009 werd een reddingsplan uitgevoerd, waarbij de eieren van een nest aan het meer werden verzameld en elders onder beschermde condities kunstmatig uitgebroed. De eenden werden vervolgens opgekweekt en waren in 2012 volwassen en in april 2012 werd bekendgemaakt dat een vrouwtje madagaskarwitoogeend 18 kuikens had uitgebroed.
Gezien de vervuiling van het meer waar de laatste populatie van deze eenden leven en het gebrek aan voedsel in dit meer speelt men met het plan om deze populatie te verhuizen naar een ander meer.